# دیلتیازم
دیلتیازِم (به انگلیسی: Diltiazem)
ردهٔ درمانی: مسدودکنندهٔ کانال کلسیم
اَشکال دارویی: آمپول، قرص

## موارد مصرف
- بالا بودن فشار خون، زیادی فشار خون (پُرفشاریِ خون)
- آنژین صدری
- نشانگان رینود
- آریتمی قلب

معمولاً این داروی موضعی (پماد) به‌جهت کاهش درد پس از جراحی و نیز هنگام اجابت مزاج توصیه می‌شود.
داروی دیلتیازم از داروهای موضعی برای درمان عارضهٔ شقاق مقعد نیز هست که در اَشکال ژل و پماد تولید می‌شود. این پماد عوارض جانبی خاصی به دنبال ندارد و می‌تواند درد و ناراحتی بیمار را به‌سرعت کاهش دهد. بهتر است این پماد با مشورت پزشک مصرف شود.

## مکانیسم اثر
این دارو ورود کلسیم به داخل سلول یا خروج کلسیم از ذخایر سلولی را مهار می‌کند؛ بنابراین، این دارو موجب کُند شدن سرعت هدایت دهلیزی-بطنی و سینوسی-دهلیزی و شل شدن عضلات صاف دیوارهٔ عروق و قلب می‌گردد.

## فارماکوکینتیک
این دارو به‌خوبی از مجرای گوارش جذب می‌شود و به دلیل متابولیسم عبور اول از کبد، فراهمی زیستی آن تقریباً ۴۰٪ است. پیوند این دارو به پروتئین‌های پلاسما زیاد است. نیمه‌عمر این دارو پس از مصرف یک مقدار واحد خوراکی ۳۰ تا ۲۰ دقیقه و برای مقادیر مصرف تکراری و زیاد، تقریباً ۵ تا ۸ ساعت است. نیمه‌عمر آن از راه تزریقی نیز تقریباً ۳ تا ۴ ساعت است. اثر دیلتیازم از راه تزریقی طی ۳ دقیقه (به‌منظور کاهش سرعت ضربان قلب یا تبدیل تاکی‌کاردی فوق بطنی حمله‌ای به ضرباهنگ موجی/ ریتم سینوسی) و با مصرف قرص‌های معمولی پس از ۳۰ تا ۶۰ دقیقه آغاز می‌شود. زمان لازم برای رسیدن به اوج اثر با مصرف مکرر از راه خوراکی حدود ۲ هفته و با تزریق سریع وریدی ۲ تا ۷ دقیقه است. طول اثر دارو از راه خوراکی ۴ تا ۸ ساعت، از راه تزریق سریع وریدی ۱ تا ۳ ساعت، و از راه اَنفوزیون (تزریق قطره‌ایِ) مداوم وریدی ۳۰ تا ۶۰ دقیقه است.

## موارد منع مصرف
- برادی‌کاردی: درصورتی‌که ضربان قلب کمتر از ۶۰ باشد.
- نارسایی بطن چپ
- بلوک درجه ۲ یا ۳ دهلیزی-بطنی (مگر در مواردی که از ضربان‌ساز قلب مصنوعی استفاده شده باشد)
- سندرم سینوس بیمار
- سکتهٔ حاد قلبی
- احتقان ریوی

## عوارض جانبی
برادی‌کاردی، انسداد سینوسی-دهلیزی و دهلیزی-بطنی، کاهش فشار خون، کسالت، سردرد، اختلالات گوارشی، برافروختگی و احساس گرما، خیز (ورم/ اِدِم) (ورم مچ پا).

## نحوهٔ تجویز
خوراکی: مقدار مصرف این دارو در درمان آنژین یا افزایش فشار خون در بزرگسالان ۶۰ میلی‌گرم سه بار در روز (در مورد بیماران سالخورده ابتدا دو بار در روز) است که درصورت نیاز می‌توان این مقدار را با فاصلهٔ هر یک یا دو روز، بر حسب نیاز و تحمل بیمار، افزایش داد. بیشینه مقدار مصرف ۳۶۰ میلی‌گرم در روز است.
تزریقی: از راه تزریق وریدی به‌عنوان ضد آریتمی، مقدار میلی‌گرم بر هر کیلوگرم (وزن بدن) ۰/۲۵ به‌آهستگی و در مدت بیش از دو دقیقه با پیگیری مداوم الکتروکاردیوگرام و فشار خون تجویز می‌شود. اگر پاسخ کافی حاصل نشود، مقدار میلی‌گرم بر هر کیلوگرم ۰/۳۵ را می‌توان ۱۵ دقیقه پس از خاتمهٔ تزریق مقدار اولیه تجویز کرد. باید توجه داشت که بعضی از بیماران به مقدار میلی‌گرم بر هر کیلوگرم ۰/۱۵ پاسخ می‌دهند، اگرچه طول اثر دارو ممکن است کمتر باشد.
در اَنفوزیون (تزریق قطره‌ایِ) مداوم وریدی، ابتدا ۱۰ میلی‌گرم بر ساعت بلافاصله پس از آخرین تزریق سریع وریدی تجویز می‌شود. سرعت انفوزیون ممکن است به میزان ۵ میلی‌گرم بر ساعت باشد.

## تداخل‌های دارویی
- مصرف همزمان دیلتیازم با داروهای مسدودکنندهٔ گیرنده‌های بتاآدرنرژیک، خطر بروز برادی‌کاردی و انسداد دهلیزی-بطنی را افزایش می‌دهد.
- خطر بروز برادی‌کاردی، انسداد دهلیزی-بطنی و ضعف عضلهٔ قلب ناشی از مصرف آمیودارون، با مصرف همزمان دیلتیازم افزایش می‌یابد.
- اثر کاربامازپین و تئوفیلین با مصرف دیلتیازم افزایش می‌یابد.
- دیلتیازم سبب افزایش غلظت پلاسمایی فنی‌توئین و دیگوکسین می‌شود.
- اثر دیلتیازم در مصرف با فنوباربیتال و فنی‌توئین کاهش می‌یابد.

## نکات قابل توجه برای بیماران
1. مصرف این دارو حتی در صورت احساس بهبود باید ادامه یابد.
2. این دارو افزایش فشار خون را درمان نمی‌کند، بلکه آن را کنترل می‌نماید؛ ازاین‌رو، مصرف آن ممکن است تا آخر عمر ضروری باشد.
3. کاهش دفعات بروز درد قفسهٔ سینه ممکن است بیمار را تشویق به فعالیت بیش‌ازحد کند؛ بنابراین، در مورد میزان تمرینات بدنی باید با پزشک مشورت شود.
4. از مصرف سایر داروها، به‌ویژه داروهای مقلد سمپاتیک که نیاز به نسخه ندارند، باید خودداری شود.
5. نبض بیمار باید کنترل شود و درصورتی‌که کمتر از ۵۰ بار در دقیقه باشد، مراجعه به پزشک ضروری است.